# Тумбука (мова)
Тумбука — мова родини банту, що використовується однойменним народом в Малаві, Замбії та Танзанії.
Мова людей тумбука в оригіналі називається chiTumbuka — «chi» на початку означає «мова такого-то народу», аналогічно до «ki» в kiSwahili або «se» в seTswana.
Світовий Альманах (1998) оцінює кількість носіїв мови у 2 мільйони у трьох вищезгаданих країнах.
Є значні зміни між мовою тумбука, якою розмовляють у містах (яка запозичує деякі слова з Chichewa/Nyanja) і «сільським» або «глибоким» діалектом, яким спілкуються в селах. Варіант малавійського міста Румфі часто вважається найбільш «лінгвістично чистим», і часто називається «справжнім тумбука».

## Поширені фрази

### Привітання
- Mwawuka uli? = Добрий ранок. (Як ти прокинувся?)
- Tawuka makola. Kwali imwe? = Добрий ранок. Як поживаєш? (Я прокинувся добре. Я не знав про Вас?)
- Tawuka makola = Я в порядку. (Я прокинувся добре).
- Muli uli? = Як поживаєш?
- Nili makola. Kwali imwe? = Я в порядку. Як поживаєш?
- Mwatandala uli? = Добрий день. (Як ти провів день?)
- Natandala makola. Kwali imwe? = Добрий день. Як справи? (Я провів день добре. Я не знаю про тебе?)
- Monile. = Більше формальне вітання.

### Люди
- Ba nyamata = хлопчики
- mu nyamata = хлопчик
- Ba sungwana = дівчатка
- mu sungwana = дівчинка
- ba mwali = дівчата
- ba mama = мати
- ba dada = батько
- ba gogo = бабуся
- ba buya = бабуся, також — звернення до літньої жінки
- ba sekulu = дідусь

### Дієслова
- Kusebela = грати
- Kuseka = сміятися
- Kurya = їсти
- Kugona = спати
- Kwenda = ходити
- Kuchimbila = бігти
- Kulemba = писати
- Kuchapa = мити, прати
- Kugeza = купатися
- Kupika = готувати їжу
- Kulima = копати
- Kupanda = вирощувати
- Kuvina = танцювати
- Kwimba = співати

### Тварини
- Fulu = черепаха
- Kalulu = заєць
- Chimbwi = гієна
- njoka = змія
- nkhumba = свиня
- n'gombe = корова
- nchebe = собака
- chona / pusi = кіт
- mbelele = вівця
- nkalamu = лев
- mbuzi = коза